# Седлисько (Ґолдапський повіт)
Седлисько (пол. Siedlisko, нім. Altenbude) — село в Польщі, у гміні Ґолдап Ґолдапського повіту Вармінсько-Мазурського воєводства.
Населення — 136 осіб (2011).
У 1975-1998 роках село належало до Сувальського воєводства.

## Демографія
Демографічна структура станом на 31 березня 2011 року:
|          | Загалом | Допрацездатний вік | Працездатний вік | Постпрацездатний вік |
| -------- | ------- | ------------------ | ---------------- | -------------------- |
| Чоловіки | 65      | 14                 | 45               | 6                    |
| Жінки    | 71      | 25                 | 35               | 11                   |
| Разом    | 136     | 39                 | 80               | 17                   |